# Čučuke
Čučuke (en serbe cyrillique : Чучуке) est un village du sud du Monténégro, dans la municipalité de Budva.

## Démographie

### Évolution historique de la population
| 1948 | 1953 | 1961 | 1971 | 1981 | 1991 | 2003 |
| ---- | ---- | ---- | ---- | ---- | ---- | ---- |
| 21   | 24   | 26   | 20   | 0    | 10   | 0    |